# 하드 로맨티커
《하드 로맨티커》(ハードロマンチッカー 하도로만치카[*])는 2001년에 출판된 광고 감독 구수연의 반자전적인 소설이자 원작자가 영화화 한 2011년 일본 영화이다. 마쓰다 쇼타가 주연을 맡았다.

## 줄거리
야마구치현 시모노세키시에 거주하는 재일교포 젊은이 구는 경찰, 야쿠자, 같은 세대의 젊은이들과 안면을 트면서 그 어느 것에도 소속되지 않았다. 그러던 어느 날 구는 일본인 후배 진이 조선고교 학생들에게 애인을 린치(lynch)당하고 보복 폭행한 주범격인 김정기의 집에 침입해 그의 할머니를 살해했다는 사건을 알게 된다. 경찰이 움직이는 가운데 구는 진에게 빌려준 돈을 받아내기 위해 정보를 모으기 시작했고, 나름대로 젊은 재일교포 그룹의 리더인 박용오의 동생을 진의 친구라는 이유로 폭주족 리더 가네코의 이름을 속이고 돈을 받아냈다. 구는 기타큐슈시에서 의문의 남자 다카기가 운영하는 가게에서 일하지만, 이미 시모노세키에서는 박용오와 가네코 그룹이 그를 노리고 있었다.

## 출연진
- 구 - 마쓰다 쇼타
- 마루사 - 에모토 도키오
- 나츠코 - 아시나 세이
- 타츠 - 나가야마 겐토
- 타카시 - 가네코 노부아키
- 카네코 - 가와노 나오키
- 박용오 - 엔도 카나메
- 박용오의 동생 - 오치아이 모토키
- 이학기 - 이시가키 유마
- 강태환 - 배정명
- 김정기 - 엔도 유야
- 후지타 - 와타베 아쓰로
- 타카키 - 나카무라 시도
- 마사 - 와타나베 다이
- 누님 - 마키 요코
- 두목 - 하쿠류

## 제작진
- 감독, 원작 - 구수연
- 음악 - 와다 카오루
- 주제가 - 쿠로유메 〈13 new ache〉
- 삽입곡 - 도쿄 스카 파라다이스 오케스트라〈Lonesome Eddy〉